# Equites Singulares Augusti
Equites singulares Augusti – osobista kawaleria cesarza, formacja została powołana przez Trajana pod koniec I w. n.e, wraz z Germani Corporis Custodes, powołaną przez Augusta, stanowiła gwardię przyboczną cesarza Rzymu, podstawowym zadaniem Equites singulares Augusti była ochrona cesarza, gdy opuszczał Rzym.
Equites singulares Augusti dowodził tribunus militum. Początkowo składała się z 720 jeźdźców. Liczba ta wzrosła do około 1000 za Hadriana (117-38 r.), a za czasów Septymiusza Sewera (197-211) została powiększona do 2000 jeźdźców. 
Equites singulares Augusti jak i Germani Corporis Custodes były to oddziały rekrutowane z ludności germańskiej, głównie z Batawów i Ubiów. Była to formacja o charakterze prywatnym. Zarówno Equites singulares Augusti jak i Germani Corporis Custodes nie mieli statusu żołnierzy a niewolników cesarza. Oktawian August a za nim kolejni cesarze swą osobistą ochronę rekrutowali spośród Batawów i Ubiów, aby utrudnić wciągniecie ich w spisek przeciw cesarzowi (cesarze dbali o to aby wyłącznie dowodzący Equites singulares Augusti znał łacinę). Ten stan rzeczy wywoływał niezadowolenie w senacie, również Tacyt i Kasjusz Dion uważali, że nie godzi się aby o bezpieczeństwo cesarza dbali niewolnicy, a utrzymywanie prywatnej armii przez cesarza jest wbrew tradycji, zaś Swetoniusz wypowiadał się mniej krytycznie o tej formacji.
Koszary Equites singulares Augusti (Castra singularium equitum Nova) znajdowały się w miejscu gdzie dzisiaj stoi bazylika św. Jana na Lateranie.
Na Kolumnie Trajana (113 r.), Equites singulares Augusti są przedstawieni z symbolem podwójnej błyskawicy.
Wydaje się, że po kilku kampaniach, oddziały singulares pozostawały na prowincji, w celu stworzenia podstaw nowych alae, wiadomo, że jeden oddział Equites singulares Augusti stacjonował w Recji w połowie II wieku.
W 312 r, po pokonaniu cesarza Maksencjusza w bitwie przy moście Mulwijskim, Equites singulares Augusti została rozwiązana wraz z pretorianami, przez cesarza Konstantyna I.
Historycy nie są zgodni jakie przyczyny legły u podstaw rozwiązania Equites singulares Augusti. Najczęściej dopuszcza się dwie możliwości: być może już Dioklecjan powołał formację która zastępowała Equites singulares Augusti czyli scholae, lub scholae mogła być powołana dopiero przez Konstantyna, ale jako bezpośredni następca equites singulares.